# Estación Fortín Acha
Fortín Acha (anteriormente llamada De Bruyn) es una estación de ferrocarril ubicada en la localidad de mismo nombre, en el Partido de Leandro N. Alem, provincia de Buenos Aires, Argentina.
Pertenece al Ramal G6 Pergamino-Vedia de lo que fue la Compañía General de Ferrocarriles en la Provincia de Buenos Aires, luego Ferrocarril General Belgrano.
Sus vías e instalaciones se encuentran sin funcionamiento, aunque a cargo de la empresa estatal Trenes Argentinos Cargas.
Se ubica a 28 km de Vedia. 
Debe su nombre a Mariano Acha, militar argentino del siglo XIX.